# Consistance (mathématiques)
Pour les articles homonymes, voir Consistance.
Ne pas confondre avec la consistance en logique mathématique : voir par exemple Théorie des modèles ou Cohérence (logique).
En analyse numérique, la consistance d’un schéma numérique aux différences finies est une propriété locale de l’algorithme qui en découle. Elle concerne essentiellement la capacité du schéma à représenter une solution régulière satisfaisant localement les équations aux dérivées partielles, ceci lorsque les pas de discrétisation (discrétisation en temps, en espace, , etc.) tendent tous vers 0. Plus précisément, si les données d’une étape du traitement algorithmique sont issues d’une solution exacte, les résultats de ce traitement tendent vers cette solution.
La consistance est une propriété distincte de la convergence, cette dernière étant de portée globale. Sous certaines hypothèses (et en particulier celle de la consistance), le théorème de Lax montre que la stabilité est une condition nécessaire et suffisante pour assurer la convergence.

## Définition pour une EDO
On considère une équation différentielle ordinaire (EDO) de la forme :
{\displaystyle y'(t)=f(t,y(t)),\ \forall t\in [0,T],}
qu'on essaie de résoudre numériquement par un schéma de la forme
{\displaystyle y_{n+1}=y_{n}+\Delta t_{n}\Phi (t_{n},y_{n},\Delta t_{n}),\forall n\in [0,N].}
avec t0,..., tN+1 une subdivision de [0 , T] et Δtn=tn+1-tn.
L’erreur de consistance relative à une solution exacte z de l'équation est donnée par :
{\displaystyle e_{n}=z(t_{n+1})-y_{n+1}=z(t_{n+1})-z(t_{n})-\Delta t_{n}\Phi (t_{n},z(t_{n}),\Delta t_{n}),\forall n\in [0,N].}

## La consistance dans le théorème de Lax
Considérons un problème supposé être bien posé qui modélise un système évolutif caractérisé par :
- une condition initiale précisant son état d’origine (variables spatiales en t = 0, soit U (x,0) = U0(x)) ;
- des équations aux dérivées partielles du type

{\displaystyle \partial _{t}U(x,\,t)=D\,U(x,\,t)} où D est un opérateur différentiel relatif aux variables spatiales ;
- des conditions de bord auxquelles est soumis l’état du système au cours de son évolution.

Dans ce contexte, un schéma numérique procède de la manière suivante :
- Discrétisation des variables spatiales (pas Δx) pour établir une approximation numérique de l’état d’origine.
- Discrétisation de la variable temporelle (sur [0 , T] avec un pas Δt) pour entreprendre un processus se déroulant par étapes successives au cours desquelles l’état numérique se transforme.

Notons C(Δt) l’opérateur de modification de l’état discret au cours d’une étape, ceci en supposant une relation liant Δx à Δt qui contraint Δx à converger vers 0 lorsque Δt fait de même.
La consistance exige que, pour une fonction u(x) régulière, alors C(Δt)u – u soit une bonne approximation de Δt Du, ceci au sens de la {\displaystyle \|.\|_{\infty }} définie par {\displaystyle \|v\|_{\infty }={\text{sup}}\,v(x)}.

La consistance est définie par la propriété suivante  :
Pour toute solution régulière u(x,t), alors
{\displaystyle \lim _{\Delta t\to 0}\left\|\left({\frac {C(\Delta t)\,-\,I}{\Delta t}}\,-\,D\right)\,u(.,\,t)\right\|_{\infty }=0}
et la convergence est uniforme sur {\displaystyle 0\leqslant t\leqslant T}.